# IC 4850
IC 4850 је звијезда или звијезде у сазвјежђу Орао која се налази на листи објеката дубоког неба у Индекс каталогу.
Деклинација објекта је - 0° 8' 0" а ректасцензија 19h 20m 24,0s. IC 4850 је још познат и под ознакама Nova Aql 1899 = V606 Aql.